# Sıhhiye-Platz

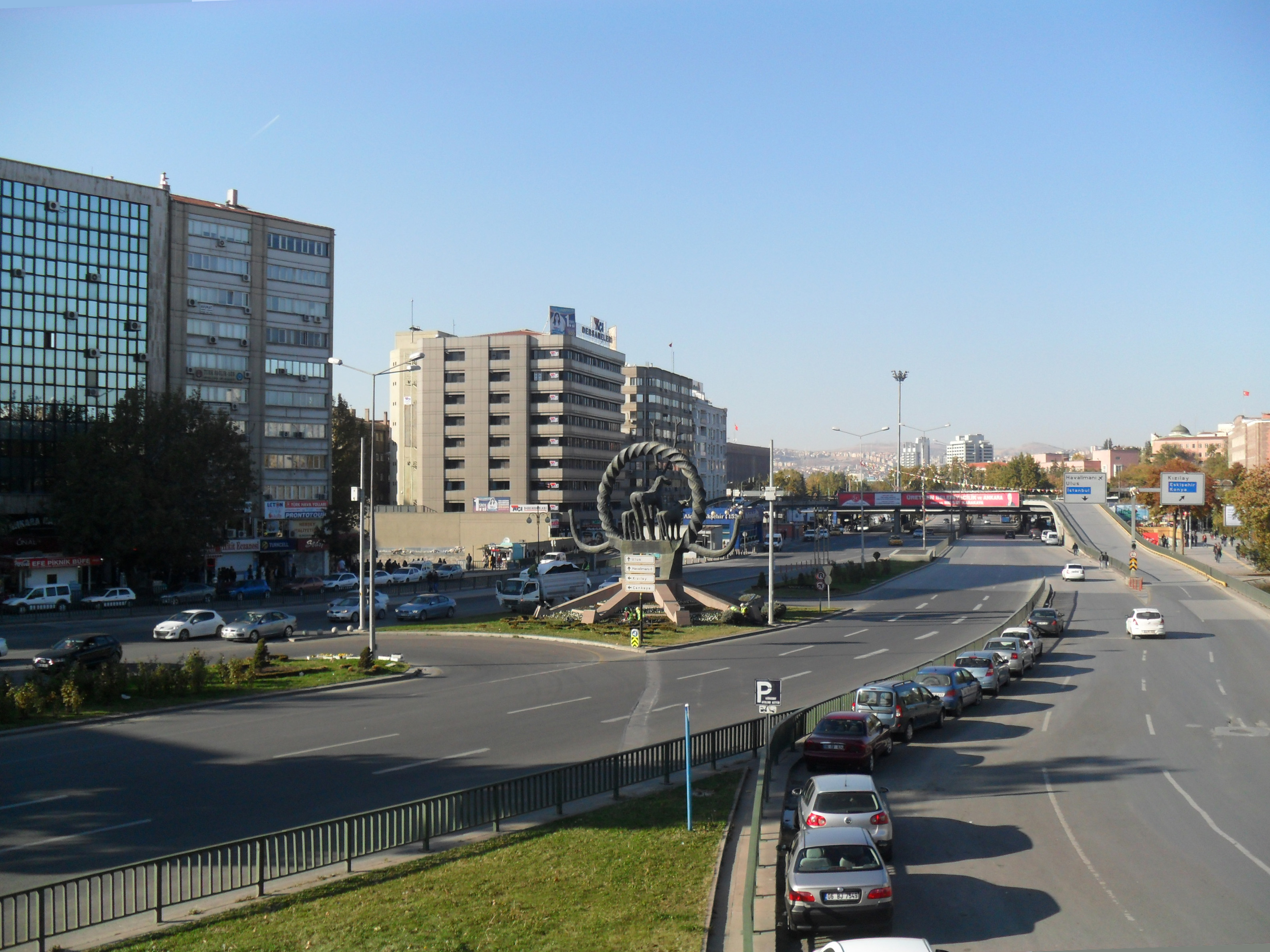
Sihhiye-Platz in Ankara, aus südöstlicher Richtung gesehen

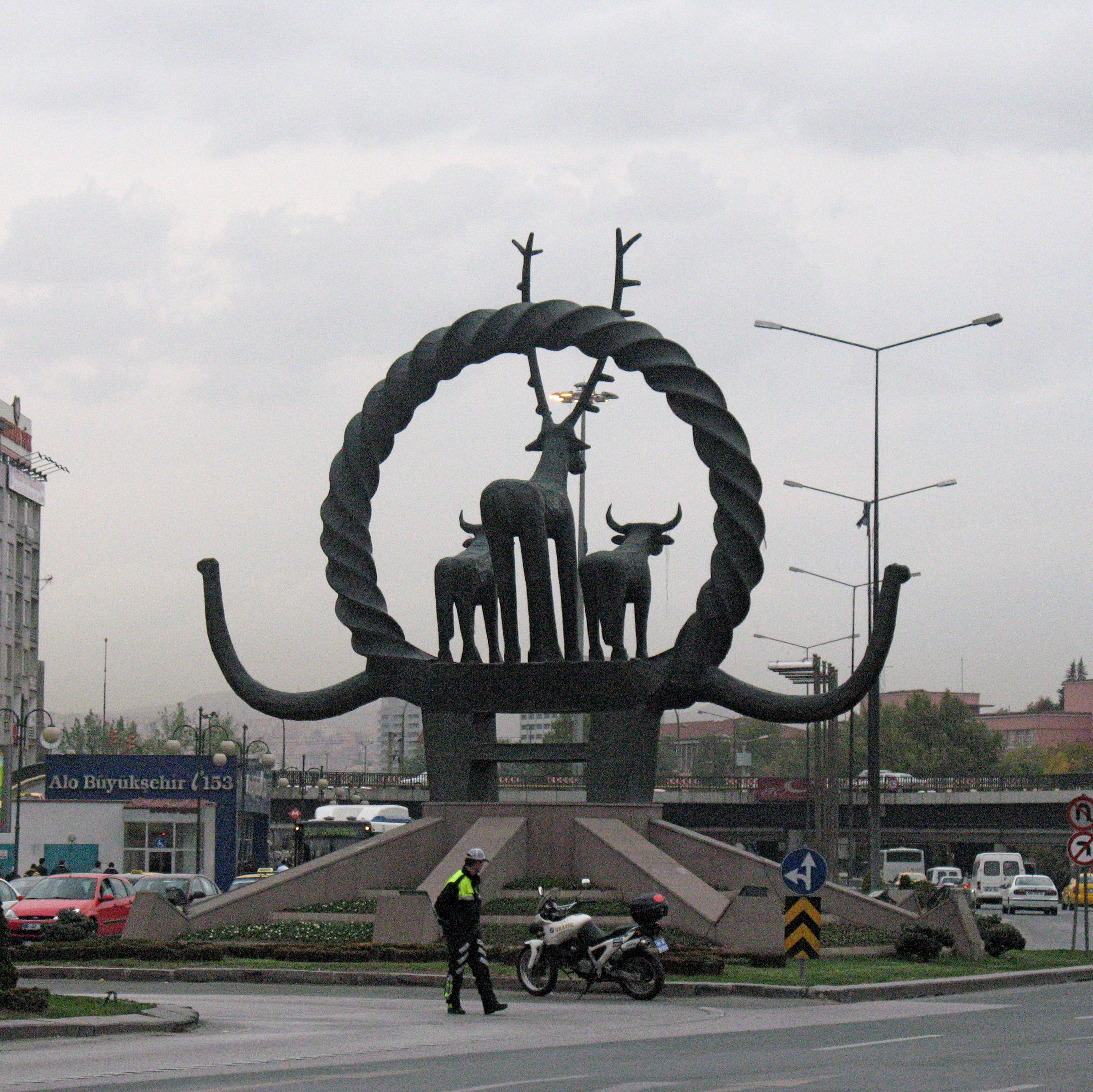
Hattische Skulptur

Der Sihhiye-Platz (türkisch Sıhhiye Meydanı) ist ein Platz in Ankara, Türkei. „Sihhiye“ ist ein türkisches Wort für „Gesundheit“. Der Name geht zurück auf das Gesundheitsministerium, welches an der östlichen Seite des Platzes liegt. Früher wurde der Platz auch als „Lausanne-Platz“ (türkisch Lozan Meydanı) nach der Stadt Lausanne in der Schweiz bezeichnet, benannt nach der Konferenz von Lausanne.

## Geographische Lage
Der Platz ist eine Kreuzung verschiedener Straßen.
An der längeren Seite verläuft der Atatürk Bulvarı von Norden nach Süden. Mithatpaşa Caddesi vom Südosten und Necatibey Caddesi vom Südwesten sowie weitere kleinere Straßen von beiden Seiten kreuzen den Platz. Die Verbindung zwischen Mithatpasa und Necatibey Caddesi ist eine Überführung. Es gibt noch zwei weitere Überführungen: Eine führt über den Celalbayar Bulvarı, die andere ist die Eisenbahnbrücke des Bahnhofs, von Westen nach Osten. Die Metro Ankara hält direkt am Sihhiye-Platz.

## Geschichte
Vor der Ausrufung der türkischen Republik war die Stadtmitte Ankaras weiter nördlich und an der Stelle des Platzes gab es einen Flusslauf. Nach der Proklamation der türkischen Republik wurde Ankara von einer Gruppe um den Architekten und Stadtplaner Hermann Jansen umgestaltet. Der Sihhiye-Platz wurde nach seinen Plänen entworfen.

## Hattische Skulpturen
Eine große Nachbildung einer der Bronzestandarten von Alaca Höyük, gestaltet von der türkischen Bildhauerin Nusret Suman (1905–1978) wurde 1978 in der Mitte des Platzes errichtet.
Die antike hattische Stätte lag in der Nähe Ankaras und einige der interessantesten Stücke dieser Epoche, wie auch die, auf der diese Skulptur basiert, sind Teil der Ausstellung des Museums für anatolische Zivilisationen.